# Roy Lassiter
Roy Lassiter (né le 9 mars 1969 à Washington aux États-Unis) est un joueur de football américain. Il partage le record du plus grand nombre de buts marqués (27) dans une seule saison en Major League Soccer avec Chris Wondolowski. Il a notamment figuré sur la couverture du jeu FIFA 98 : En route pour la Coupe du monde.